# Миасский рабочий
«Миа́сский рабо́чий» — общественно-политическая газета города Миасса. Ведёт свою историю с 30 марта 1918 года. Одна из старейших газет Челябинской области и Урала. Входит в топ-20 самых цитируемых областных СМИ (по версии компании «Медиалогия»). Распространяется по подписке и в розничной сети.

## История
«Миасский рабочий» считается преемницей городских газет, последовательно выходивших в Миассе со следующими названиями: «Известия Советов рабочих, крестьянских и красноармейских депутатов Миасского завода» (1918), «Известия Советов Миасса» (1918), «Уральский пролетарий» (1919), «Приуральская правда» (с 1920), «На борьбу», «Рабочая газета» (с середины 1930-х), «Миасский рабочий» (с 1943).
Первый номер городской газеты вышел 30 марта 1918 года.
В период СССР «Миасский рабочий» был органом издания Миасского горкома КПСС и горисполкома, единственной городской газетой Миасса.
Тираж газеты в 1940-е годы был свыше 4,5 тысяч экз., в 1980-е годы — около 46 тысяч, с начала 1990-х годов — 10—15 тысяч.
На протяжении своей истории газета была еженедельным изданием (в 1918—1920 и с 2009 по начало 2010-х годов), выходила 5 раз в неделю (с 1963 по начало 1990-х годов), 4 и 3 раза в неделю (в 1990-е годы). С начала 2010-х годов «Миасский рабочий» выходит два раза в неделю: по вторникам и четвергам.
Материалы газеты «Миасский рабочий» в качестве источника использовались при создании «Уральской советской энциклопедии», в научных трудах.
C 2012 года «Миасский рабочий» обладает знаком отличия федерального значения «Золотой фонд прессы». Он неоднократно являлся лауреатом всероссийских и региональных конкурсов, завоёвывал десятки федеральных, региональных и областных наград. Входит в топ-20 самых цитируемых СМИ Челябинской области (по версии компании «Медиалогия»).
В июне 2025 года газета «Миасский рабочий» стала дипломантом учреждённого Союзом журналистов России и журналом «Журналистика и медиарынок» конкурса «10 лучших газет России 2025» в номинации «Лучшие проекты и очерки об истории территорий и внутреннем туризме»: за серию статьей в рубрике «Живая история».
Кредо газеты — «Разговаривать с человеком человеческим языком».

## Главные редакторы
- В. А. Скрябинский (1926—1936)
- А. Ф. Филипоненко (1956—1957, 1962—1985)
- А. А. Букинич (1957—1962)
- А. П. Козин (1985—2001)
- З. А. Карманова (2001—2005)
- С. А. Лихачёв[10]
- М. В. Туманов
- В. А. Исаева